# Monoscopio

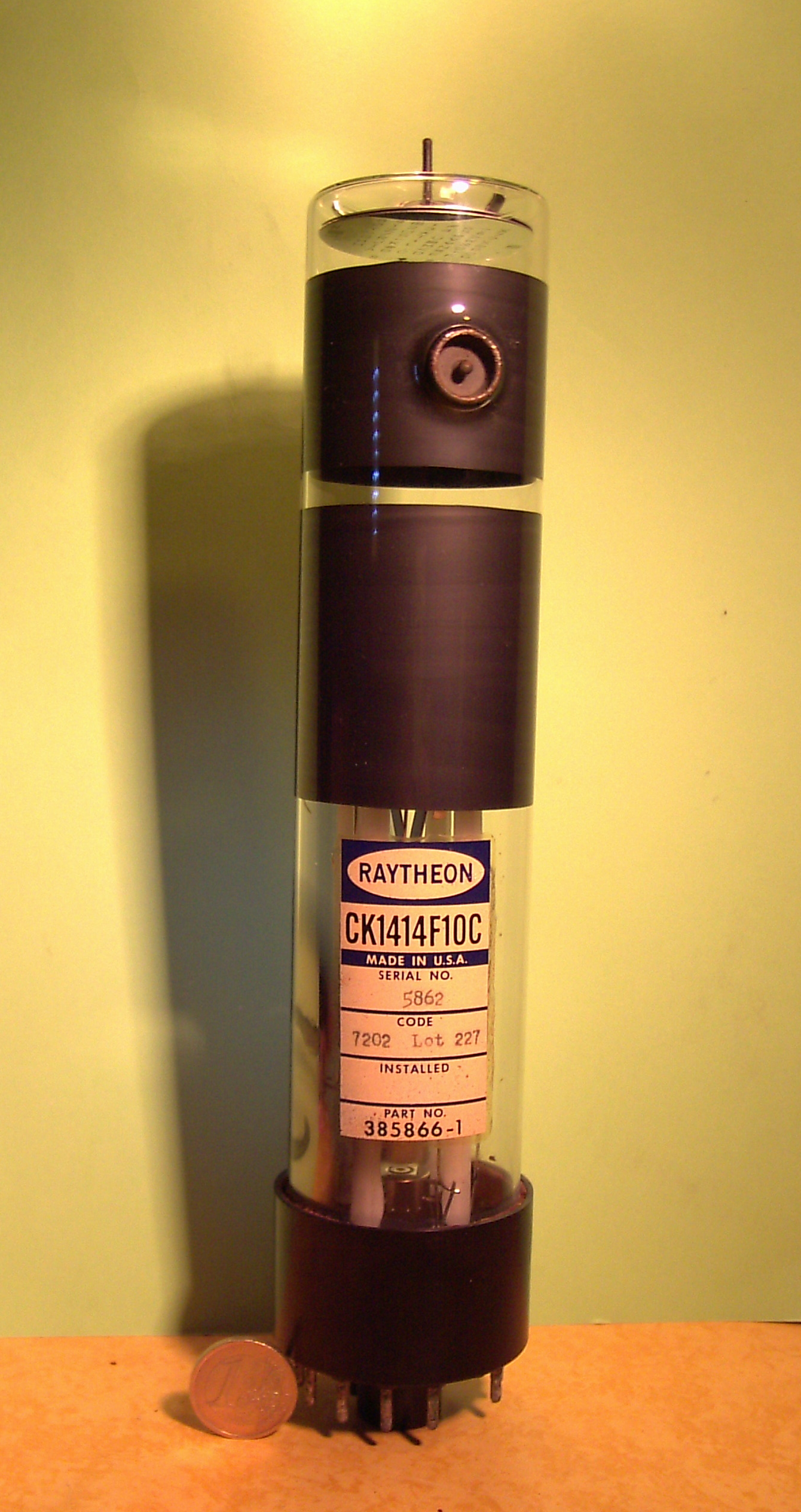
Monoscopio fabricado por Raytheon para CBS. Genera las letras mayúsculas, números y el logotipo de CBS

El monoscopio es un tubo termoiónico generador de imagen que produce una imagen fija, determinada durante su fabricación. Como el iconoscopio y otros tubos similares se basa en un haz de electrones que barre secuencialmente una superficie donde se ha formado la imagen, pero mientras que en los tubos de cámaras esta imagen la producen los fotones que atraviesan la lente, en el monoscopio la imagen ha grabado en el ánodo mediante un proceso químico. La diferencia de resistividad entre los puntos del ánodo producen la señal eléctrica de salida. 

## Aplicaciones
Aunque hoy día haya caído en desuso, el monoscopio era el encargado de generar imágenes fijas, como la carátula de una cadena de televisión, la carta de ajuste y otras, con preferencia al otro método, consistente en usar una cámara normal y un caballete que sujetaba una lámina con la imagen fija impresa.
Otra aplicación ingeniosa del monoscopio consiste en utilizarlo como generador de caracteres: El ánodo contiene el alfabeto, números y los símbolos que se vayan a utilizar. El barrido del monoscopio se limita al carácter que se presenta en cada caso, en sincronía con la imagen sobre la que se superpone el texto.

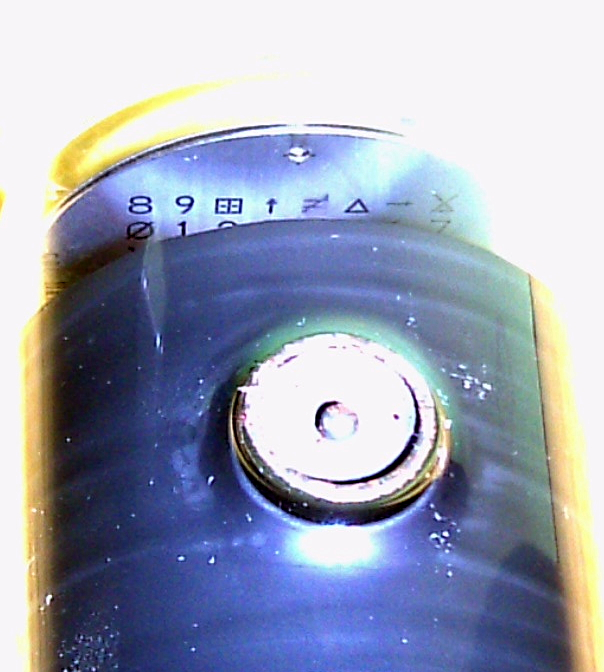
Detalle del ánodo del monoscopio CK1414F10C. Se pueden ver algunos de los caracteres que puede generar.

- Datos: Q215797
- Multimedia: Monoscopes / Q215797